# Guillem Pagana
Guillem Pagana fou orguener de Rosselló (Segrià). El 1473, un any després de la guerra civil catalana del segle xv, l'orgue de la catedral de Girona va ser restaurat per l'orguener Pagana, procedent del Rosselló.